# オーブリー (X-ファイルのエピソード)
「オーブリー」（原題:Aubrey）は『X-ファイル』のシーズン2第12話で、1995年1月6日にFOXが初めて放送した。

## スタッフ
- 監督：ロブ・ボウマン
- 脚本：サラ・B・カーノ

## キャスト

### レギュラー
- デイヴィッド・ドゥカヴニー - フォックス・モルダー特別捜査官
- ジリアン・アンダーソン - ダナ・スカリー特別捜査官

### ゲスト
- テリー・オクィン - ブライアン・ティルマン警部補
- デボラ・ストラング - ベティ・ジューン・モロー刑事
- モーガン・ウッドワード - ハリー・コクリー
- ジョイ・コグヒル - リンダ

## ストーリー
ミズーリ州オーブリーで、ベティ・ジューン・モロー刑事は不倫相手のブライアン・ティルマン警部補に自身の妊娠を告げた。ティルマンは「今夜、モーテルでその件に関して話し合おう」とモローに言った。モーテルでティルマンを待っている間に、モローは幻覚を見た。それを頼りに近辺を捜索してみると、FBI捜査官の白骨死体が見つかった。
その白骨死体の身元はサム・チェイニー捜査官だと判明した。チェイニーは1942年にティム・レッドベター捜査官と共にオーブリーで失踪した人物であった。2人が捜査していたのは、被害者の胸にSisterという文字が刻まれた連続強姦殺人事件であった。その捜査のために、モルダーとスカリーはオーブリーへ急行することとなった。モローの話を聞いた2人は、その話に矛盾があることに気が付いたが、ティルマンが割り込んできたために、その矛盾を問いただすことができなかった。チェイニーの死体を解剖したところ、胸の辺りに傷が付けられていたことが判明した。モルダーとスカリーはその傷の文字を判読できなかったが、モローは「Brotherと刻まれている」と断言した。しかし、モロー本人でさえも、どうしてそう思ったのかは説明できなかった。その後、モローは「証言の矛盾はティルマンとの不倫を隠すためだった」とスカリーに明かした。
そんな中、新たな殺人事件が起きた。1942年の事件のように、被害者の女性の胸にはSisterの文字が刻まれていた。被害者の顔を見たモローは、彼女が殺される様子を幻影として見たと主張した。幻影の中の犯人の顔には吹き出物が沢山あったのだという。モルダーはモローが見た幻影に出てきたモニュメントをニューヨーク万国博覧会で展示された「トライロンとペリスフィア」であると断定する。昔の写真を調べていたモローは、自分が幻覚の中で見た男がハリー・コクリーであると確信した。コクリーは1945年に、リンダという名前の女性をレイプし、その胸にSisterの文字を刻んで逮捕された男であった。モローの父親も刑事であったことを知ったスカリーは、モローが父親の話を無意識のうちに思い出しただけだろうと断定した。モローの幻覚の信憑性を疑いながらも、モルダーとスカリーはコクリーの家を訪れた。コクリーは1993年に釈放されて以来ひっそりと暮らしており、事件当時は自宅にいたと答え、年齢を理由にそのような犯罪はできないと主張する。
その日の夜、モローが悪夢から目覚めて鏡を見たとき、自分の胸にSisterという文字が刻まれていることに気が付いた。モローは鏡越しに若い頃のコクリーの姿を目撃した。錯乱状態に陥ったモローは幻覚が導くままに行動し、ついにレッドベター捜査官の白骨死体を発見した。モローを襲撃した容疑でコクリーが逮捕されたが、彼は「酸素吸入装置を担いで外出できるわけがない」と容疑を否認した。しかし、検査の結果、犠牲者の死体に付着していた血液がコクリーの血液型と一致すると判明した。
モルダーとスカリーはリンダという女性のもとを訪れた。リンダは1940年代にコクリーにレイプされたのだという。リンダの家には「トライロンとペリスフィア」の写真があった。リンダはコクリーにレイプされた際に妊娠したものの、中絶できず、生まれた子を養子に出したことを明かす。2人がその養子の行方を追うと、モローの父親であることが判明した。その事実を知ったモルダーは「今回の事件の犯人はモローで、遺伝子に刷り込まれた記憶が彼女を殺人に駆り立てている」という仮説を立てた。
モルダーとスカリーがモローの行方を追っている頃、モローはリンダを殺害しようとしていた。しかし、リンダの胸にあったSisterの傷を見た瞬間、モローは正気を取り戻した。2人がリンダの家に到着したときには、モローはその場からいなくなっていた。モローの次のターゲットはコクリーだと予測した2人は、彼の家へと急行した。2人がコクリーの家に着いたとき、モローは酸素吸入器を壊したうえで、コクリーに襲い掛かっていた。家に入ったモルダーはモローに襲われ、胸にBrotherの文字を刻まれかけたが、あと一歩のところでスカリーとティルマンが駆け付けた。コクリーが亡くなったことを知ったモローはあっさりと投降した。
その後、モローは医療刑務所に収容され、そこで精神科医の治療を受けることとなった。

## 製作
当初、サラ・B・カーノは「50年前の殺人の記憶が何らかの理由で遺伝した」という設定で本作の脚本を執筆していたのだという。後に、そのアイデアには、女性の連続殺人犯というアイデアが結びつけられた。グレン・モーガンとジェームズ・ウォンのアドバイスを取り入れながら、カーノは脚本を完成させた。撮影前には、モローがモルダーを攻撃するシーンなどが追加された。
ハリー・コクリー役にモーガン・ウッドワードを推薦したのはモーガンとウォンであった。2人は『21ジャンプストリート』に出演していたウッドワードの演技に感銘を受けていたのだという。ティルマン警部補を演じたテリー・オクィンは本エピソードに出演した後も、劇場版第1作とシーズン9第6話「トラスト・ノー・ワン」に出演するだけでなく、クリス・カーターがクリエイターを務めた『ミレニアム』や『ハーシュ・レルム』にも出演した。そのため、オクィンはMr.テン・サーティーンと呼ばれるようになった。

## 評価
1995年1月6日、FOXは本エピソードを初めてアメリカで放映し、1620万人の視聴者（970万世帯）を獲得した。
『エンターテインメント・ウィークリー』は本エピソードにB評価を下し、「上手なペース配分で殺人事件を描き出しており、結末も良い意味で独創的だ」と述べている。ロバート・シャーマンとラース・ピアソンは共著の中で本エピソードに5つ星評価で3つ星半を与えており、「モロー刑事のおかげで、「オーブリー」は印象に残るエピソードになっている。」「デボラ・ストラングの演技は役の特徴を正確に把握したものであり、キャラクターに深みを与えている。」と称賛する一方で、「ストラングの演技によって生命を吹き込まれたにも拘らず、「オーブリー」の結末はモロー刑事というキャラクターを超常現象に操られた人に堕してしまった。」と批判している。
クリティカル・ミスのジョン・キーガンは本エピソードに10点満点で7点を与え、「全体を踏まえるなら、「オーブリー」は面白いものをいくつか見せてくれたと思う。」「プロットはセンスの塊だったにも拘らず、それを映像に落とし込めなかった箇所がいくつもある。ただ、結末を見る限り、このエピソードはよく出来たエピソードであるといえる。」と評している。『A.V.クラブ』のザック・ハンドルンは「ティルマンというキャラクターに関心を持てなかったが、全体としては楽しめた。」と述べつつも、「ティルマンにとって、遺伝子をめぐる謎は曖昧なままに終わったに等しい。また、彼はモルダーの仮説を正しいとみなしたわけでもない。」「このエピソードは最初の30分間で、ありとあらゆるものを犠牲にして、安っぽいドラマを構築している。しかも、それは消化不良のまま終わってしまった。そもそも、遺伝子記憶というアイデアには問題がありすぎる。『犯罪者は生まれつきなのか、それとも後天的にそうなっていくのか』ということに関する議論は数十年間にわたって続いているが、このエピソードはそれを２分ほどで処理している。モローが犯罪に至った理由として提示されたのは遺伝子だけで、それ以外は考慮されていない。脚本家の怠慢である。」と批判している。
クリス・カーターは本エピソードの出来に大いに満足しており、「傑作だと思う。」「モーガン・ウッドワードの演技は卓越しており、ロブ・ボウマンの的確な指示のおかげで、我々は素晴らしい仕事をすることができた。」「デボラ・ストロングの演技は最上のものだった」と述べている。ロブ・ボウマンは「モローが自分の胸にSisterという文字が刻まれていることに気が付いたシーンは、特に良い出来のシーンだと自負している」と語っている。製作スタッフはデボラ・ストラングの演技がエミー賞に値するものだと思っていたが、彼女はその年のエミー賞にノミネートされなかった。